# Malin Larsson (politiker)
Malin Kristina Larsson, född Lindberg 31 maj 1980 i Selångers församling i Västernorrlands län, är en svensk politiker (socialdemokrat). Hon är ordinarie riksdagsledamot sedan 2018, invald för Västernorrlands läns valkrets.

## Biografi
Larsson är bosatt i Stöde och är kronoinspektör på Kronofogdemyndigheten till yrket.
Larsson är ordförande i socialnämnden i Sundsvalls kommun.
Hon är riksdagsledamot sedan valet 2018. I riksdagen är Larsson ledamot i miljö- och jordbruksutskottet sedan 2018 och suppleant i Nordiska rådets svenska delegation. Hon har tidigare varit suppleant i bland annat utbildningsutskottet.